# 다케모토 가즈히코
다케모토 가즈히코(일본어: 竹本 一彦, 1955년 11월 22일 ~ )는 일본의 축구 지도자로 2023년까지 도쿄 베르디 벨레자의 감독직을 맡았으며 프로 선수로 뛰었던 경험은 없다.

## 지도자 경력
1986년부터 1996년까지 요미우리 세이유 벨레자에서 감독을 맡았다. 1999년 감바 오사카의 코치으로 취임하였다. 2001년 성적 부진으로 물러난 하야노 히로시 전임 감독을 대신해, 감바 오사카의 감독으로 취임한다.

## 수상

### 클럽 (지도자)
도쿄 베르디 벨레자
- 나데시코 리그 디비전 1 : 우승 (1990, 1991, 1992, 1993), 준우승 (1989, 1994), 3위 (1996)
- WE 리그 : 3위 (2021-22)
- 황후배 : 우승 (1987, 1988, 1993, 2022-23), 준우승 (1986, 1991, 1992, 1996), 4강 (1990, 1994, 1995)
- WE 리그컵 : 우승 (1996), 준우승 (2022-23)